# Ricardo Salgado
Ricardo Espírito Santo Silva Salgado (Cascais, 25 de junho de 1944) é um economista e antigo administrador bancário português.
Foi presidente do Banco Espírito Santo e era, à data de 24 de julho de 2014, o banqueiro há mais tempo no ativo em Portugal.
Era conhecido geralmente como "O Dono Disto Tudo".

## Início de vida
Da família Espírito Santo — bisneto de José Maria do Espírito Santo Silva e neto de Ricardo Ribeiro do Espírito Santo Silva — Ricardo Salgado passou os primeiros anos da sua vida no bairro lisboeta da Lapa.
Fez todo o seu percurso escolar em escolas públicas, frequentando uma escola primária na Lapa e, mais tarde, o Liceu Pedro Nunes.
Em 1969 completou a licenciatura em Economia do Instituto Superior de Ciências Económicas e Financeiras (actual ISEG), pertencente à Universidade Técnica de Lisboa.
Presou serviço militar na Marinha Portuguesa, onde realizou o Curso de Formação de Oficiais da Reserva Naval.
A seguir, no ano de 1972, ingressava no então Banco Espírito Santo & Comercial de Lisboa.

## Carreira empresarial
Em 1972, no Banco Espírito Santo & Comercial de Lisboa, Ricardo Salgado começou por exercer funções de direção do Gabinete de Estudos Económicos, de onde passou, posteriormente, para a Direção de Crédito.
Em 1975, porém, na sequência da Revolução de 25 de Abril de 1974 e do 11 de Março de 1975, a banca é estatizada , e a família Espírito Santo, como várias outras, da grande burguesia portuguesa da época, vê-se afastada do seu banco.
Ricardo Salgado deixava então Portugal vivendo, sucessivamente, no Brasil (1976-1982) e na Suíça (1982-1991).
A partir desses países ajudaria a família no processo de reconstrução do Grupo Espírito Santo.
Foi da Suíça que regressou a Portugal, para se lançar como empresário e banqueiro.
Começou pela criação do Banco Internacional de Crédito em 1986, quando a Constituição da República Portuguesa ainda não permitia reprivatizações, entidade que, mais tarde, seria absorvida pelo Banco Espírito Santo.
Em 1991, com o processo de devolução do BES à economia privada, Ricardo Salgado assumia a presidência executiva do Banco Espírito Santo, sucedendo ao tio Manuel Espírito Santo Silva. Na sua liderança consegue um aumento significativo da quota de mercado, de 8% para 20%. 
Arrancava também com a internacionalização do BES, apostando no triângulo estratégico África, Brasil e Espanha - a área internacional chegaria a valer metade dos lucros do banco. 
Determinante para o crescimento do BES, como dos seus congéneres no mesmo período, foi a prosperidade trazida ao país pela entrada na União Europeia, que fez desaguar em Portugal muitos milhões para desenvolver infraestruturas e propiciou a melhoria das condições de vida de muitas famílias da classe média.
Em 2002 foi nomeado para o Supervisory Board da Euronext NV (Amesterdão) e em 2006 participa na fusão da Euronext com o New York Stock Exchange (NYSE), tendo feito parte do seu Conselho como membro não Executivo até 2011. Foi administrador não executivo do Banco Bradesco (Brasil) de 2003 a 2012.
Paralalemnte ao Banco, Ricardo Salgado foi também membro do conselho superior do Grupo Espírito Santo; presidente do Conselho de Administração do Espírito Santo Financial Group (sociedade sedeada no Luxemburgo) e do Banco Espírito Santo de Investimento (BESI). 
Foi ainda administrador do Espírito Santo Bank of Florida (EUA), da E.S. International Holding (Luxemburgo), da Espírito Santo Resources (Bahamas), do Banque Privée Espírito Santo (Suiça) e do Banque Espírito Santo et de la Vénétie (França).
Em 2012 o banco liderado por Ricardo Salgado foi o único dos três maiores bancos privados portugueses a aumentar capital recorrendo apenas aos acionistas e ao mercado de capitais, e sem recorrer ao dinheiro dos contribuintes.
Em janeiro de 2013 o BES foi igualmente o único banco português a gerir a operação que marcava o regresso de Portugal aos mercados desde que o país foi alvo de intervenção da troika.

### Operação de aumento de capital do BES
Em junho de 2014, o banco liderado por Salgado levou a cabo uma operação de aumento de capital, considerada pelo banqueiro como a de maior sucesso desde a privatização em 1992. 
O aumento de capital do BES foi totalmente subscrito, tendo a procura superado 178% da oferta disponível.
O prospeto de informação aos investidores não tinha, porém, toda a informação devida. Foi com ela que os acionistas e investidores aplicaram mais de mil milhões de euros no BES que, pouco mais de um mês e meio, foi alvo de uma medida de resolução aplicada pelo Banco de Portugal, perdendo esse investimento.
Por exemplo, no prospeto não havia os dados verdadeiros e completos sobre a exposição dos clientes do BES a sociedades do Grupo Espírito Santo, bem como o que se passava na exposição ao BES Angola (havia nota sobre a garantia estatal angolana, mas não sobre a situação em que se encontrava o próprio BESA).
Ao longo da operação de aumento de capital, ocorreram várias transações que deviam ter sido comunicadas ao mercado, o que não aconteceu. Aqui estão as operações financeiras com dívida do BES, como também as cartas-conforto a entidades venezuelanas.
Em janeiro de 2021, Ricardo Salgado foi alvo de uma nova condenação, aplicada pela Comissão do Mercado de Valores Mobiliários. A coima é de um milhão de euros. Em causa está o processo relativo ao aumento de capital do banco, em que a instituição recebeu mais de mil milhões de euros de acionistas e investidores. 

### Afastamento da liderança do BES
No entanto, no mês seguinte Salgado foi afastado da liderança do Banco e substituído por Vitor Bento, devido à revelação de prejuízos e irregularidades de contas, mais tarde confirmados como consequências de "gestão ruinosa" praticada por Salgado.
Em dezembro de 2014, Salgado era dado como o pior presidente executivo de um banco do mundo no ano de 2014, pela estação britânica BBC - escolha baseada no facto de Salgado ser o principal agente na queda do segundo maior banco português.

### Acusação e condenação
Em julho de 2020 o Ministério Público acusou Ricardo Salgado de liderar uma associação criminosa enquanto esteve à frente do Grupo Espírito Santo. Em causa está uma estrutura fraudulenta criado pelo antigo banqueiro, uma organização montada sem conhecimento da maioria da equipa de gestão e das entidades de fiscalização do banco, nomeadamente, do Banco de Portugal. Ricardo Salgado foi o cérebro e o líder de uma rede criminosa, por si estruturada dentro Grupo Espírito Santo e do Banco Espírito Santo, com a finalidade de cometer delitos de forma organizada. Através desta estrutura faz pagamentos ocultos, cometeu fraudes no comércio internacional e desviou fundos de centenas de milhões de euros para corrupção, tendo desnatado o BES em mais de mil milhões de euros.
Este caso é a mais grave acusação alguma vez feita até hoje a um banqueiro em Portugal e o maior escândalo financeiro da história do país.
Em 14 outubro de 2021, a defesa do antigo banqueiro pediu a suspensão do processo fundamentando-o com um atestado médico a comprovar o diagnóstico de doença de Alzheimer. O tribunal recusou suspender o julgamento.
Em março de 2022 foi condenado a seis anos de prisão efetiva por ter desviado 10,7 milhões de euros do Grupo Espírito Santo, em 2011. A defesa apresentou um recurso no Tribunal da Relação de Lisboa, onde pediu a absolvição de Salgado, alegando acessoriamente que, em caso de condenação, a pena terá, independentemente da sua duração, de ser suspensa, devido à doença de que o arguido padece. Já o Ministério Público solicitou que a pena fosse agravada para dez anos - ou, no mínimo, seis anos e oito meses - de cadeia. Em 24 de maio de 2023, o Tribunal da Relação de Lisboa agravou a pena de Ricardo Salgado para oito anos de prisão efetiva. Depois disto, Ricardo Salgado recorreu para o Supremo Tribunal de Justiça. Em 29 de fevereiro de 2024, o Supremo Tribunal de Justiça confirmou a pena, mas não a aplicou de imediato, pedindo que fosse feita uma perícia médica para confirmar o diagnóstico de doença de Alzheimer. Após a perícia será avaliada a possibilidade de suspender a pena. Em Maio de 2025 perdeu o último recurso no Tribunal Constitucional.
Em julho de 2023, de acordo com a decisão instrutória lida no Tribunal Central de Instrução Criminal (Lisboa), o ex-banqueiro vai a julgamento por 65 crimes, entre os quais associação criminosa, corrupção ativa, falsificação de documento, burla qualificada e branqueamento. Esta decisão acontece nove anos após a derrocada do Grupo Espírito Santo, que terá causado prejuízos superiores a 11,8 mil milhões de euros.
Em outubro de 2023, foi acusado de mais 20 crimes de corrupção ativa com prejuízo do comércio internacional e 21 de branqueamento, sendo que só não responde por associação criminosa neste processo, uma vez que já foi acusado desse crime no processo principal do Universo Espírito Santo.

### Condecorações oficiais e outras distinções e prémios
Recebeu as seguintes condecorações oficiais:
- Cavaleiro da Ordem Nacional do Mérito de França (? de ? de 1994)
- Grande-Oficial da Ordem Nacional do Cruzeiro do Sul do Brasil (? de ? de 1998)
- Medalha de Mérito Empresarial da Câmara Municipal de Cascais (? de ? de 1999)[31][32]
- Cavaleiro da Ordem Nacional da Legião de Honra de França (? de ? de 2005)
- Grã-Cruz da Ordem do Mérito da República da Hungria (27 de Novembro de 2012)[33]

Foi distinguido na categoria Lifetime achivement em Mercados Financeiros nos Investor Relations and Governance Awards 2012, iniciativa da Deloitte que distingue as melhores práticas no sector empresarial.
Foi nomeado Economista do Ano, pela Associação Portuguesa de Economistas (1992) e Personalidade do Ano, pela Câmara Portuguesa de Comércio do Brasil (2001).

###### Doutoramentoshonoris causa
Em julho de 2013 foi-lhe atribuído o doutouramento Honoris Causa pela Universidade Técnica de Lisboa, tendo sido distinguido por serviços prestados à Economia, Cultura, Ciência e à Universidade.

### Outros cargos
Ricardo Salgado foi membro do Instituto Internacional de Estudos Bancários desde 2003 e seu presidente entre outubro 2005 e dezembro 2006. Foi também membro do Board of Directors, do Human Resources e Compensation Committee da NYSE Euronext.

## Operação Monte Branco
Em 2012, Salgado rectificou por três vezes a sua declaração de IRS de 2011, tendo no total das rectificações pago mais de 4,3 milhões de euros de IRS face à colecta inicial. Em 2003, em entrevista ao jornal Expresso tinha afirmado: "As pessoas têm de aprender que devem pagar impostos".
Em 24 de julho de 2014, no Estoril, Salgado foi detido em sua casa, por alegado envolvimento na Operação Monte Branco, "que investiga a maior rede de branqueamento de capitais alguma vez detetada em Portugal". Depois de prestar declarações no Tribunal Central de Instrução Criminal foi posteriormente libertado e sujeito à prestação de uma caução de três milhões de euros. Segundo a Procuradoria-Geral da República (PGR), Salgado está indiciado por crimes de burla, abuso de confiança, falsificação e branqueamento de capitais. De acordo com o que foi defendido pelo procurador do Ministério Público após o interrogatório e ordenado pelo juiz Carlos Alexandre, o banqueiro ficou ainda proibido de se ausentar do território nacional e de efectuar contactos com determinadas pessoas que estão relacionadas com o processo.
Por pressão do Banco de Portugal, Ricardo Salgado pediu demissão em 20 de junho 2014 do cargo de Presidente da Comissão Executiva do BES, tendo sido substituído por Vítor Bento. A 2 de julho 2014, demite-se da presidência do BESI.
Ricardo Salgado transferiu para a mulher e os três filhos quase 2 mil milhões de euros, cinco meses antes do colapso do BES.
Em maio de 2015, Salgado enfrentou acusações de prática de atos dolosos de gestão ruinosa. Salgado ordenou que a contabilidade do Espirito Santo Internacional fosse alterada, o que mostra que Salgado terá mentido na comissão parlamentar de inquérito. Estas práticas terão lesado depositantes, investidores e demais credores, segundo as acusações do BdP.
Em julho de 2015, foi constituído arguido, indiciado por crimes de burla qualificada, falsificação de documentos, falsificação informática, branqueamento, fraude fiscal qualificada e corrupção no setor privado, no âmbito das investigações relacionadas com o denominado "Universo Espírito Santo". O juiz decidiu aplicar ao arguido a medida de coação de prisão domiciliária com vigilância policial (24 horas). Em 11 de dezembro de 2015, Salgado deixou de estar em prisão domiciliária, após pagamento de uma caução de 1,5 milhões de euros.
Em junho de 2016, o Banco de Portugal condenou Salgado a uma multa de quatro milhões de euros e à proibição de exercer qualquer actividade na banca durante 10 anos. Foi condenado por cinco atos ilícitos referentes à venda de dívida da Espírito Santo International a clientes do antigo BES e da ESAF.

## Operação Marquês
Ricardo Salgado é arguido no processo Operação Marquês, acusado de corrupção ativa de titular de cargo político (1 crime), corrupção ativa (2), branqueamento de capitais (9), abuso de confiança (3), falsificação de documento (3) e fraude fiscal qualificada (3). 
No Ministério Público, confrontado com milhões transferidos do GES, terá negado que alguma vez tenha pago luvas ao antigo primeiro-ministro.
Em 9 de abril de 2021, o tribunal decidiu em decisão instrutória só levar Ricardo Salgado a julgamento por 3 dos 21 crimes de que foi acusado pelo Ministério Público, nomeadamente 3 crimes de abuso de confiança.
Foi julgado em processo separado da Operação Marquês pelos 3 crimes de abuso de confiança.
Em 14 outubro de 2021, a defesa do antigo banqueiro pediu a suspensão do processo fundamentando-o com um atestado médico a comprovar o diagnóstico de doença de Alzheimer. O tribunal recusou suspender o julgamento.
No dia 7 de março de 2022, o Tribunal Central de Instrução Criminal considerou Ricardo Salgado culpado dos 3 crimes de abuso de confiança, em que desviou 10,7 milhões de euros do Grupo Espírito Santo para a sua esfera pessoal, e condenou-o a seis anos de prisão efetiva. O Ministério Público tinha pedido uma pena não inferior a 10 anos de prisão, enquanto que a defesa de Salgado tinha pedido a absolvição, realçando a idade avançada (então com 77 anos) e o diagnóstico de doença de Alzheimer. Tanto Ricardo Salgado como o Ministério Público recorreram desta sentença para o Tribunal da Relação de Lisboa.
Em 24 de maio de 2023, o Tribunal da Relação de Lisboa agravou a pena de Ricardo Salgado para oito anos de prisão efetiva. Depois disto, Ricardo Salgado recorreu para o Supremo Tribunal de Justiça. Em 29 de fevereiro de 2024, o Supremo Tribunal de Justiça confirmou a pena, mas não a aplicou de imediato, pedindo que fosse feita uma perícia médica para confirmar o diagnóstico de Doença de Alzheimer. Após a perícia será avaliada a possibilidade de suspender a pena.
No âmbito da Operação Marquês, o Tribunal da Relação de Lisboa decidiu, em 25 de janeiro de 2024, levar Ricardo Salgado a julgamento por 11 crimes: 3 crimes de corrupção e 8 crimes de branqueamento de capitais. Os crimes de corrupção são relativos a negócios entre a Portugal Telecom (PT) e o Grupo Espírito Santo (GES), por pagamentos efetuados ao antigo Primeiro-Ministro José Sócrates e aos antigos administradores da PT Zeinal Bava e Henrique Granadeiro. Ricardo Salgado terá pago a Zeinal Bava e Henrique Granadeiro cerca de 50 milhões de euros para favorecer a compra de títulos de dívida do GES pela PT.

## Processo BES/GES (Universo Espírito Santo)
O processo BES/GES, também conhecido como processo Universo Espírito Santo, teve início na queda do Banco Espírito Santo em 2014 (foi a 3 de agosto de 2014 que o Banco de Portugal anunciou a resolução do BES). A acusação do Ministério Público foi conhecida em 14 de julho de 2020. Ricardo Salgado é acusado de 65 crimes: burla qualificada (29 crimes), corrupção ativa (12), branqueamento de capitais (7), falsificação de documento (7), infidelidade (5), falsificação de documento qualificada (2), manipulação de mercado (2) e associação criminosa (1). Para além de Salgado, no processo vão ser julgados outros 18 arguidos, incluindo três empresas. Prevê-se que o julgamento comece em setembro ou outubro de 2024.
Considerado um dos maiores processos da história da justiça portuguesa, este caso agrega no processo principal 242 inquéritos, que foram sendo apensados, e queixas de mais de 300 pessoas, singulares e coletivas, residentes em Portugal e no estrangeiro.
Segundo o Ministério Público, cuja acusação contabilizou cerca de quatro mil páginas, a derrocada do GES terá causado prejuízos superiores a 11,8 mil milhões de euros.

## Caso EDP
Ricardo Salgado, foi acusado em dezembro de 2022 de corrupção pelo Ministério Público, no âmbito do caso EDP, juntamente com Manuel Pinho. O ex-banqueiro foi acusado em concurso efetivo e autoria material de um crime de corrupção ativa para ato ilícito, um crime de corrupção ativa e outro de branqueamento de capitais.
Durante o julgamento, em 20 de outubro de 2023, José Maria Ricciardi afirmou que Ricardo Salgado impôs Manuel Pinho como Ministro da Economia em 2005-2009 no governo maioritário de José Sócrates.
Em 6 de junho de 2024, foi condenado a seis anos e três meses de prisão efetiva por corrupção ativa e passiva e branqueamento de capitais.
A defesa recorreu da sentença e o Tribunal da Relação de Lisboa decidiu, em 11 de abril de 2025, manter a condenação de 6 anos de prisão a Ricardo Salgado no caso EDP por corrupção passiva e ativa e branqueamento de capitais. 

## Caso BES/Venezuela
Em outubro de 2023, foi acusado pelo Ministério Público de 20 crimes de corrupção ativa com prejuízo do comércio internacional e 21 de branqueamento de capitais. Os factos terão ocorrido entre 2009 e 2014, em que Ricardo Salgado, a par da angariação de negócio, terá elaborado um esquema de pagamentos ocultos a funcionários e agentes públicos venezuelanos, necessários a que o BES e o GES beneficiassem e mantivessem negócio que aproveitaria a operativa, liquidez e tesouraria de entidades públicas venezuelanas. A petrolífera estatal PDVSA é referida como tendo sido o maior e mais importante cliente do banco.
Terão sido corrompidos cerca de 20 administradores e funcionários públicos venezuelanos para obter contratos de compra de produtos financeiros do BES e do GES em troca do pagamento de cerca de 116 milhões de dólares.

## Saco azul do Grupo Espírito Santo
Em janeiro de 2024, o Ministério Público de Portugal deduziu uma nova acusação contra Ricardo Salgado pela prática de crimes de fraude fiscal qualificada, sendo imputados, em concurso efetivo, dois crimes de fraude fiscal qualificada. Os factos constantes da acusação reconduzem-se à auto atribuição de honorários, através de entidades não residentes pertencentes ao Grupo Espírito Santo, mormente a Espírito Santo International, SA, ou seja, com recurso ao que foi comummente conhecido por saco azul do GES.
A acusação estima um prejuízo de cerca de 5,5 milhões de euros para os cofres do Estado português, tendo o Ministério Público deduzido o correspondente pedido de indemnização civil.
Em fevereiro de 2025, o Tribunal de Instrução Criminal confirmou a acusação deduzida pelo Ministério Público no processo de fraude fiscal no Universo BES contra Ricardo Salgado, que segue para mais um julgamento.